# ブロイラーチキン
ブロイラーチキン（ぶろいらーちきん）とは、日本の3人組お笑い芸人集団。所属事務所はT.G.A.C。

## 来歴
- 1998年に結成。当初の名称は「ブロイラーチキンのアフリカン大陸（一人旅）」。
- メンバー全員が明治大学出身。落語研究会、放送研究会、シネマ研究会で別々に活動していたメンバーにより活動を始める。
- 2001年1月に開催された「ギャグ大学偏差値2000」に出場し2位入賞。当時のメンバーは、原たかふみ、田代朋大、田島宏樹、大江智弘、萩原亮、田中大之、鈴木圭、伊東正義、村上司、の9人組。
- 上記大会入賞を機に2001年よりT.G.A.Cに所属。その際に、鈴木、伊東、村上が脱退。
- 2002年10月にメンバー編成を行い、大江、萩原、田中が脱退。原、田代、田島の3人組として活動を行う。
- 2005年に解散。

## メンバー
- 原たかふみ
  - 千葉県出身、O型。
  - 趣味は金属磨き、特技は書道。
  - 明治大学落語研究会出身。

- 田代朋大
  - 北海道出身、B型。
  - 趣味は読書、特技は暗算。
  - 明治大学放送研究会出身。

- 田島宏樹
  - 三重県出身、AB型。
  - 趣味は音楽鑑賞、特技は描画。

## その他
- T.G.A.Cの同期として現在活躍している主なタレントは、森ハヤシ（元WAGE）、小島よしお（元WAGE）、どきどきキャンプ、THE GEESEなど。